# 透明人 (電影)
《透明人》（英語：Hollow Man），2000年的科幻和驚悚電影，由保羅·范赫文（Paul Verhoeven）執導，凱文·貝肯、伊麗莎白·蘇（Elisabeth Shue）和佐斯·布連（Josh Brolin）領銜主演。劇情是關於一個科學家將自己隱形的故事，故事靈感來自於H·G·威爾斯的小說《隐形人》。
續集《透明人2》在2006年上映。

## 劇情
一群年輕的科學家正在研發出一種能讓人隱形的配方，幫助軍方生產影子軍團，可以潛入敵方，進行偵察及破壞行動。為了在人體上測試配方，組長賽巴斯汀不惜拿自己做實驗，小組成員們成功地將組長變成透明人，但還原劑無法使他恢復人形。在研究員們努力研發「解藥」的過程中，賽巴斯汀漸漸對自己隱形所帶來的龐大能力開啟了無比的野心，可以為所欲為而不被別人發現。小組成員對於他這樣的舉動很不能接受，處處監督他的行蹤。為了能保住這項異能，賽巴斯汀開始大開殺戒，一一殺掉阻撓他行動的成員。最後，在兩個倖存的小組成員琳達和馬修的攻防行動下，終於殺掉賽巴斯汀，逃出了實驗室。

## 演員
| 演員                        | 角色                                | 備註 |
| 凱文·貝肯 Kevin Bacon       | 賽巴斯汀·凱恩 Sebastian Caine       | 一名科學家兼博士，也是發明還原劑的人，喜歡自我陶醉、渴望能力並自我為中心的人，他不惜拿自己當人體實驗，小組成員成功將他變成透明人，但還原劑無法使他恢復人形。由於他對隱形產生很大的習慣，開始展開殺戒，殺掉阻撓他行動的成員，最後被小組的兩名成員殺死，死於電梯火海裡。 |
| 伊麗莎白·蘇 Elisabeth Shue  | 琳達·麥凱 Linda McKay               | 實驗室裡的成員，是個浪漫又敬業的女子，曾和賽巴斯汀交往過，但已分手，現與馬修交往中，腦筋很靈活，最後將賽巴斯汀殺掉。 |
| 喬許·布洛林 Josh Brolin     | 馬修·肯辛頓 Matthew Kensington      | 實驗室裡的成員，發明隱形藥劑的人，與琳達是一對戀人，差點死在賽巴斯汀手下，最終也將賽巴斯汀殺掉。 |
| 金·狄更斯 Kim Dickens       | 莎拉·甘迺迪 Sarah Kennedy           | 實驗室裡的成員，為一名動物醫生，看不起賽巴斯汀的驕傲，在最後的抓捕行動中，她去醫藥室為受重傷的同事尋找血庫時被賽巴斯汀用以痳醉槍射暈後被殺。 |
| 葛雷格·格郎柏 Greg Grunberg | 卡特·艾比 Carter Abbey              | 實驗室裡的成員，被賽巴斯汀抓起來並且將水管插入喉嚨動脈而失血過多死亡。 |
| 喬伊·史洛尼克 Joey Slotnick | 法蘭克·查斯 Frank Chase             | 實驗室裡的成員，最後被賽巴斯汀用以鐵撬殺死。 |
| 瑪莉·蘭多 Mary Randle       | 珍妮絲·華爾頓 Janice Walton         | 實驗室裡的成員，在抓補賽巴斯汀時而忘了拿東西後被賽巴斯汀殺死，最終被眾人發現她的屍體被關進鐵櫃裡。 |
| 威廉·迪凡 William Devane    | 霍華德·克雷默醫師 Dr. Howard Kramer | 賽巴斯汀的直屬上司，最終被賽巴斯汀拖進自家游泳池而溺斃死亡。 |
| 馬格特·羅斯 Margot Rose     | 瑪莎·克雷默 Martha Kramer           | 霍華德醫師的太太。 |
| 蘿娜·米莎 Rhona Mitra       | 賽巴斯汀的鄰居 Sebastian's Neighbor | 賽巴斯汀的鄰居，被透明化的賽巴斯汀強暴的女人。 |

## 製作
本片的主體拍攝於1999年4月26日開始，拍攝地包含洛杉矶和华盛顿哥伦比亚特区，2000年1月底至2月初結束。

## 獎項
| 年份   | 頒獎典禮           | 獎項           | 名字                                                      | 結果 |
| ------ | ------------------ | -------------- | --------------------------------------------------------- | ---- |
| 2000年 | 第73届奧斯卡金像獎 | 最佳視覺效果獎 | 斯科特·E·安德森 克雷格·海斯 斯科特·斯多克迪克 斯坦·帕克斯 | 提名 |

## 外部連結
- 互联网电影数据库（IMDb）上《透明人》的资料（英文）
- AllMovie上《透明人》的资料（英文）
- 爛番茄上《透明人》的資料（英文）
- 《透明人》 （页面存档备份，存于）在The Numbers的頁面
- Metacritic上《透明人》的資料（英文）
- Box Office Mojo上《透明人》的資料（英文）
- 開眼電影網上《透明人》的資料（繁體中文）
- 时光网上《透明人》的資料（简体中文）
- 豆瓣电影上《透明人》的資料 （简体中文）